# Matías González
Matías González (Artigas, 6 agosto 1925 – Montevideo, 12 maggio 1984) è stato un calciatore uruguaiano di ruolo difensore, campione del mondo nel 1950 con la Nazionale uruguaiana.

## Carriera
González trascorse tutta la carriera nel Cerro.
Conta 30 presenze con la Nazionale uruguaiana, con cui esordì il 13 aprile 1949 contro l'Ecuador (3-2).
Fece parte della selezione che vinse i Mondiali nel 1950, dove disputò tutte le 4 partite dell'Uruguay.
È stato convocato anche per il Campeonato Sudamericano de Football nel 1949, nel 1953 (3º posto) e nel 1955 (4º posto).

## Palmarès

### Nazionale
- Campionato mondiale: 1

Brasile 1950